# Hautmont
Hautmont település Franciaországban, Nord megyében. Lakosainak száma 14 197 fő (2022. január 1.). Hautmont Neuf-Mesnil, Saint-Remy-du-Nord, Vieux-Mesnil, Beaufort, Boussières-sur-Sambre, Limont-Fontaine és Louvroil községekkel határos.

## Népesség
A település népességének változása:
| Lakosok száma | 14 271 | 14 685 | 14 671 | 14 574 | 14 601 | 14 517 | 14 318 | 14 182 | 14 197 |
|               | 2013   | 2015   | 2016   | 2017   | 2018   | 2019   | 2020   | 2021   | 2022   |